# 덕흥대원군
덕흥대원군(德興大院君, 1530년 4월 2일(음력 3월 5일) ~ 1559년 6월 14일(음력 5월 9일))은 조선의 왕족이며 최초의 대원군이다. 중종의 일곱째 아들로, 어머니는 창빈 안씨이다. 아들 선조가 즉위하여 대원군으로 추증되었다.

## 개요
명종이 후사 없이 승하하자, 명종의 이복 형인 덕흥군의 셋째 아들 하성군(선조)이 명종의 양자로 입적되어 즉위하였다. 최초의 방계 혈통 국왕의 즉위로 인해 국왕의 생부인 덕흥군의 추존 문제를 두고 정쟁이 발생하였는데 선조는 아버지인 덕흥군을 왕으로 추존하고 싶어하였으나 신하들의 반대로 인해 왕자 군(君)보다 높은 작호인 대원군(大院君)을 신설하였다.
선조 이후의 모든 조선 국왕은 덕흥대원군의 후손으로, 조선 후기의 국왕들은 덕흥대원군의 묘를 참배하고 사당에 전배례를 행하는 것이 관례화되었다.

## 생애

### 출생
1530년(중종 25년) 3월 5일, 중종(中宗)와 상궁 안씨(尙宮 安氏, 창빈 안씨)의 아들로 태어났다. 중종의 여덟째 아들이며, 안씨에게는 셋째 아들이다. 친형제로는 큰형인 영양군과 어릴 때 죽은 둘째 형 이수(頤壽), 누나 정신옹주가 있다. 아명은 환수(歡壽)이며 휘는 초(岹)이다.

### 왕자 시절
1538년(중종 33년) 덕흥군(德興君)에 봉해졌다. 1541년(중종 36년), 헌부가 덕흥군의 저택이 사치스러움을 비판하여 바로잡을것을 청하니 중종이 이를 따랐다.
1542년(중종 37년), 정세호의 딸인 정씨(하동군부인)와 가례를 올리고 출궁하였다. 아내 하동군부인 정씨의 할머니인 정경부인 안씨는 세종의 딸인 정의공주의 손녀로, 덕흥군과 하동군부인은 세종을 공통 조상으로 하는 10촌지간이다.
1552년(명종 7년), 덕흥군은 재상을 능욕하고 사류를 구타하며 변복 차림으로 창기들과 놀러다닌다 하여 사헌부로부터 탄핵을 받았으나 명종이 눈감아 주었다.
1554년(명종 9년) 3월, 덕흥군의 노비들과 그의 장인인 정세호의 노비들끼리 시비가 붙어서 사헌부가 덕흥군과 정세호를 추고할 것을 청하니 명종은 이를 허락하였다.
 
사신은 논한다.
덕흥군은 종실(宗室)의 무식한 사람이니 논할 것도 못 되지만
정세호는 재상이 되었던 사람으로 남의 종까지 빼앗으면서도 꺼리는 바가 없으니
또한 심하지 아니한가.
 — 《명종실록》 16권,
명종 9년(1554년 명 가정(嘉靖) 33년) 3월 30일 (경오)

### 사망
1559년(명종 14년) 5월 9일 졸하였다. 그 해 9월 17일, 경기도 양주군 남면 수락산 언덕에 예장하였다. 덕흥대원군묘는 현재 경기도 남양주시 별내면 덕송리에 있으며 경기도기념물 제55호로 지정되었다. 왕의 능이 아닌데도 덕릉(德陵)으로 잘못 불리기도 했는데 이러한 이유로 인근 마을 또한 덕릉마을로 불리고 있다

## 사후

### 선조의 즉위
1567년(명종 22년) 7월, 덕흥군의 셋째 아들인 하성군 균(鈞)이 후사 없이 승하한 명종의 뒤를 이어 선조로 즉위하였다. 덕흥군과 하동군부인은 이때 이미 모두 사망한 상태였다. 선조는 명종과 인순왕후의 양자로 입적되었다. 덕흥군과 하동군부인은 왕의 사친(私親)으로 격하되었다.

### 대원군 추존
선조는 즉위 후 아버지를 왕으로 추존하려 하였으나 삼사의 반대와 성리학자들의 반대로 무산되었다. 삼사는 선조가 덕흥군의 아들이 아닌 명종으로부터 후계를 지명받아 명종의 아들로서 왕위를 계승했음을 이유로 덕흥군의 추존을 반대하였다.
1569년(선조 2년) 11월 1일, 선조는 북송 영종의 생부 복왕(濮王)을 추존하는 고사를 따라 생부 덕흥군을 추숭하여 덕흥대원군(德興大院君)으로, 생모 하동군부인은 하동부부인(河東府夫人)으로 추숭하고, 황백부모(皇伯父母)로 칭하기로 하였다.
덕흥군의 장남이며 선조의 형인 하원군은 정1품에 가하고, 4대에게 작위를 내려 덕흥대원군묘를 봉사하게 하였다. 덕흥군의 사택은 도정궁(都正宮)으로 불리며 궁가(宮家)로 격상되었다. 이후 도정궁 후원에 가묘(家廟, 덕흥궁)를 세우고 신위는 백세토록 조천하지 않는 것으로 정하였다.
1577년(선조 10년), 덕흥대원군의 어머니인 소용 안씨를 창빈(昌嬪)으로 추증하고, 하동부부인의 아버지인 정세호를 영의정에 추증하였다.

## 덕흥대원군 한시
반세우수이작옹(半世憂愁已作翁) / 반평생 우수(憂愁) 속에 이미 반늙은이 되었는데
성은여해읍무궁(聖恩如海泣無窮) / 바다 같은 성은(聖恩)이 눈물로도 끝이 없네.
인언가여인정근(人言可與人情近) / 사람들 말과 같이 인정(人情)에 끌린 것은
부자군신의역동(父子君臣義亦同) / 부자(父子)와 군신(君臣)도 그 의리 같을 진저.

 — 《해동서첩》

## 가족 관계
| 조선의 대원군 | 덕흥대원군 德興大院君 | 출생                                            | 사망                                                     |
| 조선의 대원군 | 덕흥대원군 德興大院君 | 1530년 4월 24일 (음력 3월 5일) 조선 한성부 별궁 | 1559년 6월 14일 (음력 5월 9일) (29세) 조선 한성부 도정궁 |

|    |                     | 본관 | 생몰년          | 부모                                          | 비고                            |
| -- | ------------------- | ---- | --------------- | --------------------------------------------- | ------------------------------- |
| 부 | 중종대왕 中宗大王   | 전주 | 1488년 - 1544년 | 성종대왕 成宗大王 정현왕후 윤씨 貞顯王后 尹氏 | 제11대 국왕                     |
| 모 | 창빈 안씨 昌嬪 安氏 | 안산 | 1499년 - 1549년 | 안탄대 安坦大 황씨 黃氏                       | 선조 10년(1577년) 창빈으로 추증 |

| 조선의 부대부인 | 하동부대부인 정씨 河東府大夫人 鄭氏 | 본관 | 생몰년          | 부모                              | 비고           |
| 조선의 부대부인 | 하동부대부인 정씨 河東府大夫人 鄭氏 | 하동 | 1530년 - 1567년 | 정세호 鄭世虎 광주 이씨 廣州 李氏 | 세종의 외5대손 |

|   |           | 생몰년 | 부모 | 비고 |
| - | --------- | ------ | ---- | ---- |
| 1 | 순단 順單 | 미상   | 미상 |      |

| 작호 | 작호                            | 이름        | 생몰년          | 생모              | 배우자                                                          | 비고        |
| ---- | ------------------------------- | ----------- | --------------- | ----------------- | --------------------------------------------------------------- | ----------- |
| 장남 | 하원군 河原君                   | 정 鋥       | 1545년 - 1597년 | 하동부대부인 정씨 | 남양군부인 홍씨 南陽郡夫人 洪氏 신안군부인 이씨 新安郡夫人 李氏 |             |
| 차남 | 하릉군 河陵君                   | 인 鏻       | 1546년 - 1592년 | 하동부대부인 정씨 | 평산군부인 신씨 平山郡夫人 申氏                                 |             |
| 장녀 | 광양부인 廣陽夫人               | 명순 明順   | 1548년 - 1637년 | 하동부대부인 정씨 | 안황 安滉                                                       |             |
| 3남  | 선조대왕 宣祖大王 하성군 河城君 | 균 鈞 연 昖 | 1552년 - 1608년 | 하동부대부인 정씨 | 의인왕후 박씨 懿仁王后 朴氏 인목왕후 김씨 仁穆王后 金氏         | 제14대 국왕 |
| 차녀 | 이씨 李氏                       | 혜옥 惠玉   | 1558년 - 1599년 | 순단              | 남충원 南忠元                                                   |             |

## 같이 보기
| - 도정궁 - 덕흥궁 - 덕흥대원군묘 - 덕릉재실 - 원찰 흥국사 - 화계사 - 중종 - 창빈 안씨 | - 대원군 - 문정왕후 - 경빈 박씨 - 인종 - 명종 - 순회세자 - 영양군 - 정세호 | - 정인지 - 정숭조 - 정현조 - 선조 - 하원군 - 하릉군 |